# خوسيه كالفو
خوسيه كالفو (بالإسبانية: José Calvo)‏ هو ممثل إسباني، ولد في 3 مارس 1916 بمدريد في إسبانيا، وتوفي في 16 مايو 1980 بلاس بالماس دي غران كناريا في إسبانيا.

## أعمال

### أفلام
- (1964) من أجل حفنة دولارات

## وصلات خارجية
- خوسيه كالفو على موقع IMDb (الإنجليزية)
- خوسيه كالفو على موقع ألو سيني (الفرنسية)
- خوسيه كالفو على موقع أول موفي (الإنجليزية)
- خوسيه كالفو على موقع قاعدة بيانات الأفلام السويدية (السويدية)
- خوسيه كالفو على موقع ديسكوغز (الإنجليزية)
- خوسيه كالفو على موقع قاعدة بيانات الفيلم (الإنجليزية)
- خوسيه كالفو على موقع كينوبويسك (الروسية)